# Station Dole-Ville
Station Dole-Ville is een spoorwegstation in de Franse gemeente Dole en waar de TGV stopt.